# Loretta Devine

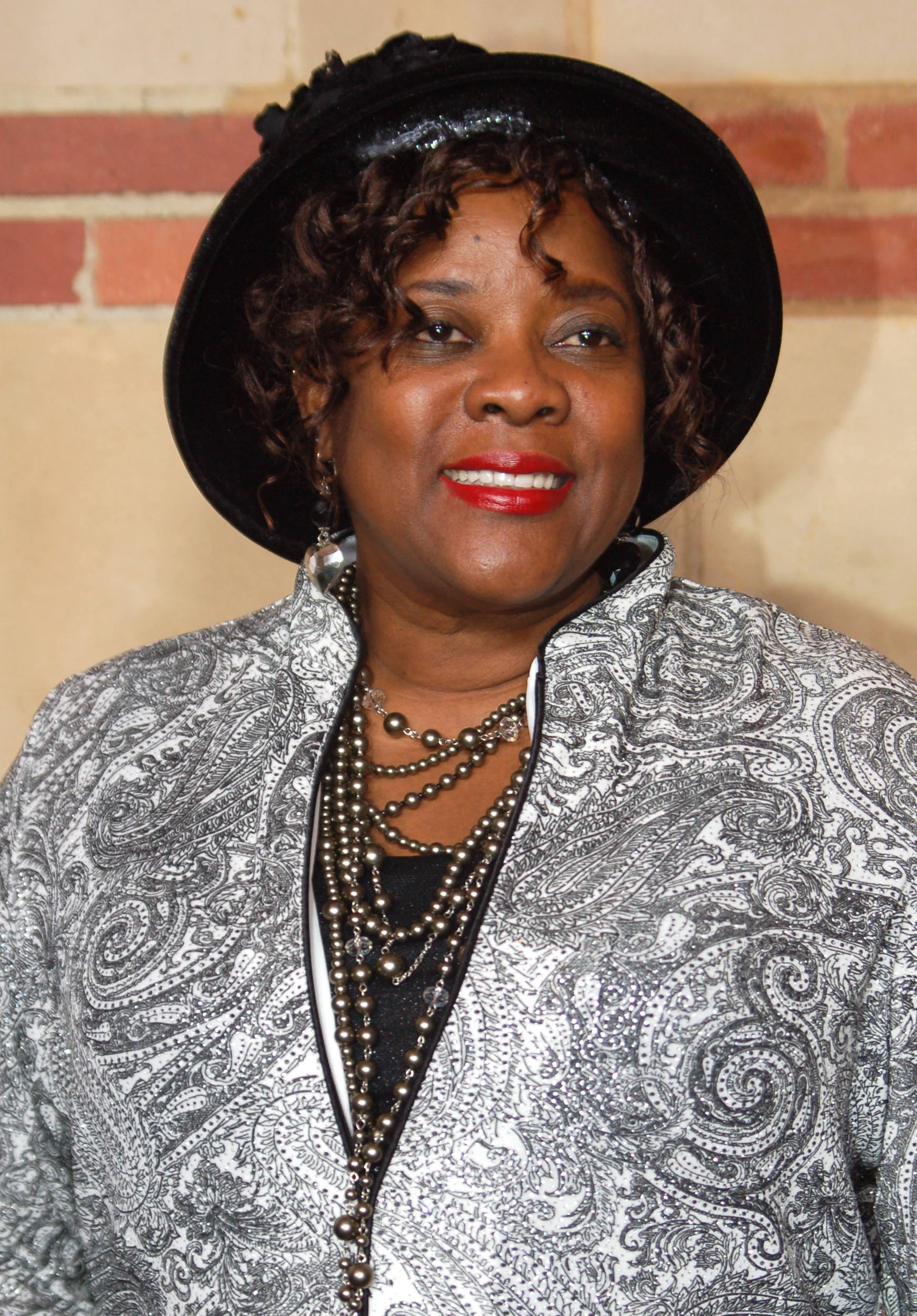
Loretta Devine (2010)

Loretta Devine (* 21. August 1949 in Houston, Texas) ist eine US-amerikanische Schauspielerin.

## Leben
Bevor Loretta Devine ihre Schauspieldebüt 1981 im Broadway-Musical Dreamgirls gab, studierte sie Kommunikation und Schauspiel an der University of Houston und danach Theaterwissenschaft an der Brandeis University.
Devine spielt vor allem kleinere Rollen in Kino- und Fernsehfilmen oder in Fernsehserien. Zu ihren bekanntesten Auftritten gehört die Fernsehserie Boston Public, in der sie eine krankhaft überstrapazierte Lehrerin spielte. Für diese Serie wurde sie drei Mal mit dem Image Award ausgezeichnet. Doch als die Serie nach der vierten Staffel abgesetzt wurde, schwand auch ihr Erfolg.
2011 wurde Devine für ihre wiederkehrende Rolle der Arzt-Ehefrau und Alzheimer-Patientin Adele Webber in der Fernsehserie Grey’s Anatomy mit einem Emmy ausgezeichnet. Ihr Charakter starb 2013 den Serientod. 2012 und 2013 war sie neben Jennifer Love Hewitt in The Client List zu sehen. Die Serie wurde jedoch nach der 2. Staffel abgesetzt.

## Filmografie (Auswahl)
Filme
- 1988: Little Nikita
- 1989: Ein Zwilling kommt selten allein (Parent Trap III)
- 1991: Jail Force (Caged Fear)
- 1995: Warten auf Mr. Right (Waiting to exhale)
- 1996: Rendezvous mit einem Engel (The Preacher's Wife)
- 1997: Harlem, N.Y.C. – Der Preis der Macht (Hoodlum)
- 1998: Düstere Legenden (Urban Legend)
- 1998: Love Kills
- 1999: Rising Star (Introducing Dorothy Dandridge)
- 2000: Freiheitsmarsch (Freedom Song)
- 2000: Düstere Legenden 2 (Urban Legends: Final Cut)
- 2000: Was Frauen wollen (What Women Want)
- 2001: Ich bin Sam (I Am Sam)
- 2002: Book of love
- 2004: L.A. Crash (Crash)
- 2005: Wer entführt Mr. King? (King’s Ransom)
- 2006: Dreamgirls
- 2007: This Christmas
- 2008: First Sunday
- 2009: Ein fürsorglicher Sohn (My Son, My Son, What Have Ye Done)
- 2010: Sterben will gelernt sein (Death at a Funeral)
- 2010: Lottery Ticket
- 2011: Jumping the broom
- 2011: Madea’s Big Happy Family
- 2013: Khumba
- 2014: Das Glück an meiner Seite (You’re Not You)
- 2017: Naked
- 2018: Sierra Burgess Is a Loser
- 2020: Spell
- 2021: Queen Bees – Im Herzen jung (Queen Bees)
- 2022: Mack & Rita

Fernsehserien
- 1987–1988: College Fieber
- 1990: Sugar and Spice (7 Folgen)
- 1990: Cop Rock (Folge 1x07)
- 1991: Great Performance (Folge 19x02)
- 1991: Die Staatsanwältin und der Cop (Reasonable Doubts, Folge 1x02)
- 1991–1993: Roc (3 Folgen)
- 1995: Ned and Stacy (Folge 1x09)
- 1999: Clueless – Die Chaos-Clique (Clueless, Folge 3x21)
- 1999: Moesha (Folge 4x18)
- 2000: Ally McBeal (Folge 3x17)
- 2000–2008: Hausmeister Stubbs (The PJs, 42 Folgen)
- 2001–2004: Boston Public (81 Folgen)
- 2003: Half and half (2 Folgen)
- 2005, 2017: Supernatural (Folgen 1x09, 13x03)
- 2005–2013: Grey’s Anatomy (22 Folgen)
- 2006–2007: Boston Legal (zwei Folgen)
- 2006–2007: Alle hassen Chris (Everybody Hates Chris, 3 Folgen)
- 2008–2009: Eli Stone (26 Folgen)
- 2009: Cold Case – Kein Opfer ist je vergessen (Cold Case, Folge 7x04)
- 2011: Glee (Folge 2x16)
- 2011: State of Georgia (12 Folgen)
- 2011–2012: Doc McStuffins (23 Folgen)
- 2012: The Soul Man (2 Folgen)
- 2012: The Game (Folge 5x13)
- 2012–2013: The Client List (25 Folgen)
- 2020: Cherish the Day (Folge 1x8)
- 2024: Holidazed (Miniserie, 8 Folgen)

## Auszeichnungen
Preise
Black Reel Awards:
- 2006: Bestes Schauspielensemble: L.A. Crash

Emmy:
- 2011: Beste Gastdarstellerin in einer Dramaserie: Grey’s Anatomy

Image Awards:
- 1996: Beste Nebendarstellerin – Spielfilm: Warten auf Mr. Right
- 1997: Beste Nebendarstellerin – Spielfilm: Rendezvous mit einem Engel
- 2001: Beste Nebendarstellerin in einer Serie – Drama: Boston Public
- 2003: Beste Nebendarstellerin in einer Serie – Drama: Boston Public
- 2004: Beste Nebendarstellerin in einer Serie – Drama: Boston Public

Nominierungen
Black Movie Awards:
- 2005: Beste Nebendarstellerin: L.A. Crash

Black Reel Awards:
- 2000: Beste Nebendarstellerin: Funny Valentines

Image Awards:
- 1999: Bester Auftritt in einer Jugend- oder Kinderserie: One Day
- 2001: Beste Nebendarstellerin – Serie, Mini-Serie oder Fernsehfilm: Freiheitsmarsch
- 2002: Beste Nebendarstellerin in einer Serie – Drama: Boston Public
- 2002: Beste Nebendarstellerin – Spielfilm: Kingdom Come
- 2005: Beste Nebendarstellerin – Spielfilm: Woman Thou Art Loosed
- 2007: Beste Nebendarstellerin – Serie, Mini-Serie oder Fernsehfilm: Life Is Not a Fairytale: The Fantasia Barrino Story

Independent Spirit Awards:
- 2005: Beste Nebendarstellerin: Woman Thou Art Loosed

Satellite Awards:
- 2003: Beste Nebendarstellerin in einer Serie – Drama: Boston Public
- 2004: Beste Nebendarstellerin in einer Serie – Drama: Boston Public